# معركة تادنست
معركة تادنست هي اشتباك مسلح وقع عام 1514 م، بالقرب من قرية تادنست في وسط المغرب، بمشاركة القوات البرتغالية بدعم بعض المتمردين المغاربة، ضد القوات السعدية بقيادة القائم بأمر الله السعدي. انتصر البرتغاليون في هذه المعركة ودمرت مدينة تادنست.

## المعركة
في عام 1513 م، استولى أسطول البرتغالي الكبير على مدينة أزمور الساحلية تحت قيادة الدوق براغانزا. في نفس العام، دمر البرتغاليون العديد من القرى حول ضفاف نهر أم الربيع، وأسروا العديد واستولوا على غنائم كثيرة مثل الماشية والمزروعات.
كانت تادنست هي التجمع السكاني الأكبر في منطقة حاحا، والذي كان تضم أيضًا منطقة الشياظمة والنواحي في ذلك الوقت. كانت مدينة محاطة بأسوار تضم ثلاثة آلاف فرد، والعديد من المساجد ومحلات الحرف اليدوية، وملاح يهودي به مئة منزل ومستشفى. وكان مقر إقامة الشريف السعدي محمد بن أحمد وولديه بإحدى قصور المدينة يمثل تهديدًا على السواحل الأطلسية التي كانت تحت سيطرة البرتغاليين، فسعى الحاكم البرتغالي سافيم نونو فرنانديز إلى ازالة هذا الخطر المحذق به.
من أجل الهجوم المخطط له، جمع سافيم مئة فارس برتغالي. وبطلب من يحيى بن تافوفت، قبل قوة مساعدة قوامها ثلاثة آلاف فارس و ثمانمائة بدوي عربي.

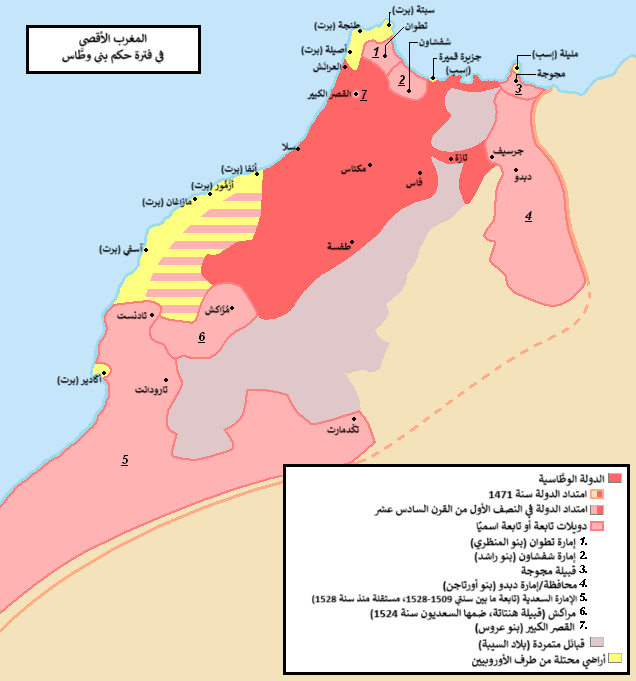
المغرب في النصف الأول من القرن السادس عشر.

ما إن أدرك السلطان السعدي خطتهم، حتى سار ومعه أربعة آلاف فارس، والتقى أتايد قائد البرتغاليين وبن تافوفت في معركة حاسمة. ولكنه هُزم، بسبب خيانة يحيى بن تافوفت.

## تداعيات المعركة
بعد المعركة، هجر سكان تادنست المدينة وفروا إلى الجبال، وساروا من هناك إلى مراكش، تاركين وراءهم غنائم كثيرة استولى عليها بن تافوفت ومن معه من البرتغاليين. ثم وصل الحاكم البرتغالي جواو مينيزيس مع سبعمئة وعشرين حصانًا وألف رجل لدعم أتايد. دمرت المدينة وأسوارها وتفاوض أتايد مع السكان الباقين من أجل توقيع معاهدة سلم.

## أنظر أيضا
- سلالة السعديين
- تادنست